# Live in Boston 1970
Live in Boston – koncertowy album amerykańskiej grupy The Doors. Zarejestrowany jako część trasy koncertowej Absolutely Live 10 kwietnia 1970 w Bostonie. Podczas koncertu Jim Morrison sprawiał wrażenie wyraźnie odurzonego, dodatkowo przez cały występ mocno pił.

## Twórcy
- Jim Morrison - wokal
- Ray Manzarek - instrumenty klawiszowe
- Robbie Krieger - gitara
- John Densmore - perkusja

## Spis utworów

### Płyta 1.
- Pierwszy koncert, godz. 19:00

1. „Start” - (1:44)
2. „All Right, All Right, All Right” - (0:13)
3. „Roadhouse Moan” - (0:34)
4. „Roadhouse Blues” - (4:48)
5. „Ship Of Fools” (6:34)
6. „Alabama Song (Whisky Bar)” (2:02)
7. „Back Door Man” (2:17)
8. „Five To One” (10:26)
9. „When the Music’s Over” (15:00)
10. „Rock Me” (7:03)
11. „Mystery Train” (7:15)
12. „Away In India” (1:54)
13. „Crossroads” (5:14)
14. „Prelude to Wake Up!” (0:48)
15. „Wake Up!” (1:33)
16. „Light My Fire” (12:07)

### Płyta 2.
- Drugi koncert, godz. 22:00

1. „Start” (1:22)
2. „Break on Through (To the Other Side)” (8:12)
3. „I Believe In Democracy” (0:33)
4. „When The Music’s Over” (14:19)
5. „Roadhouse Blues” (5:53)
6. „The Spy” (5:43)
7. „Alabama Song (Whisky Bar)” (1:40)
8. „Back Door Man” (2:27)
9. „Five to One” (7:05)
10. „Astrology Rap” (0:38)
11. „Build Me A Woman” (4:18)
12. „You Make Me Real” (2:58)
13. „Wait A Minute!” (0:52)
14. „Mystery Train” (8:26)
15. „Away In India” (2:27)
16. „Crossroads” (3:21)

### Płyta 3.
- Drugi koncert, godz. 22:00 cd.

1. „Band Intros” (0:35)
2. „Adolf Hitler” (0:23)
3. „Light My Fire” (5:47)
4. „Fever” (0:23)
5. „Summertime” (7:26)
6. „St. James Infirmary Blues” (0:49)
7. „Graveyard Poem” (1:13)
8. „Light My Fire” (1:45)
9. „More, More, More!” (0:19)
10. „Ladies & Gentlemen” (0:13)
11. „We Can't Instigate” (0:13)
12. „They Want More” (1:16)
13. „Been Down So Long” (6:46)
14. „Power Turned Off” (9:08)